# Roger Thorstensson
Torsten Roger Thorstensson, född 5 mars 1955, är en svensk före detta friidrottare (stavhopp och mångkamp).

## Biografi
Thorstensson växte upp på västkusten och började i ung ålder med friidrott, där stavhopp blev favoritgrenen. 1968 fick han, 13 år gammal, dispens att tävla i skol-SM på Eyravallen i Örebro, då han egentligen var för ung för att delta. Han satte emellertid mästerskapsrekord i tävlingen.
Då han var 16 år hoppade han 4,71 och då han var 18 år tog han brons på junior-EM i Duisburg. Han kom sedan till Göteborgsklubben Utby IK och hårdsatsade på stavhopp. Som bäst hoppade han 5,15. Han var dock skadedrabbad och avbröt satsningen för att i stället ägna sig åt lärarstudier, men han slutade dock inte helt med friidrotten utan började ägna sig åt mångkamp, även om satsningen inte var på samma nivå som tidigare. På 1980-talet tävlade han för bland andra Hässelby SK, och 1984 blev han svensk mästare i femkamp. Han gjorde flera resultat över 7 000 poäng i grenen, som bäst 7 160 (med manuell tidtagning) efter en serie i Tyskland där han bland annat hoppade 7,25 i längdhopp.
Han representerade även Solna FK, IFK Lidingö och Hammarby IF, där han framför allt var tränare. 2003 kom han till Spårvägens IF, där han tränade sina barn, Erik (född 1989) och Moa (född 1990) i stavhopp.
Sedan 1990-talet arbetar Roger som samhälls- och psykologilärare på Södra Latins gymnasium.[källa behövs]